# „Modus” Przedsiębiorstwo Odzieżowe
Modus – przedsiębiorstwo przemysłu odzieżowego w Bydgoszczy założone w 1945 roku, producent odzieży służbowej, mundurowej, biznesowej i korporacyjnej.

## Charakterystyka
Przedsiębiorstwo należy do największych w kraju firm, specjalizujących się w szyciu odzieży służbowej i mundurowej. Odzież wytwarzana jest na podstawie własnych wzorów i kolekcji, na podstawie powierzonych wzorów i materiałów oraz szyta na miarę. Oferowane są również ubrania męskie i damskie w stylu klasycznym i sportowym. Zakład dysponuje nowoczesnym parkiem maszynowym (maszyny szwalnicze i prasowalnicze).

### Produkty
- Odzież męska – garnitury
- Odzież damska – żakiety, spódnice, spodnie
- Wojska Lądowe – mundury wyjściowe i galowe
- Siły Powietrzne – mundury lotnicze dla pilotów i stewardes
- Marynarka Wojenna – mundury
- Kompania Reprezentacyjna Wojska Polskiego – czapki i mundury służbowe
- Policja – mundury, czapki, spodnie, męskie i damskie
- Straż Pożarna – uniformy, mundury wyjściowe, czapki, spodnie
- Służba Więzienna – mundury męskie i damskie, czapki
- Straż Graniczna – bluzy, mundury, spodnie, czapki
- Straż Miejska – spódnice, spodnie, marynarki, bluzy, czapki
- Leśnictwo – mundury wyjściowe, myśliwskie, spódnice, spodnie, czapki
- Uniformy dla innych służb – Poczta Polska, Inspekcja Transportu Drogowego, MPK, szkoły jeździeckie
- Mundury wyjściowe generalskie policji, wojsk lądowych, sił powietrznych

Firma oferuje szycie ubrań i uniformów na miarę oraz prowadzi sklep internetowy, w którym sprzedaje swoje wyroby. Prowadzi również eksport uniformów dla armii, policji i służb państw ościennych, personelu hotelowego, dworów książęcych, strojów historycznych, żakietów, marynarek, fraków i smokingów.

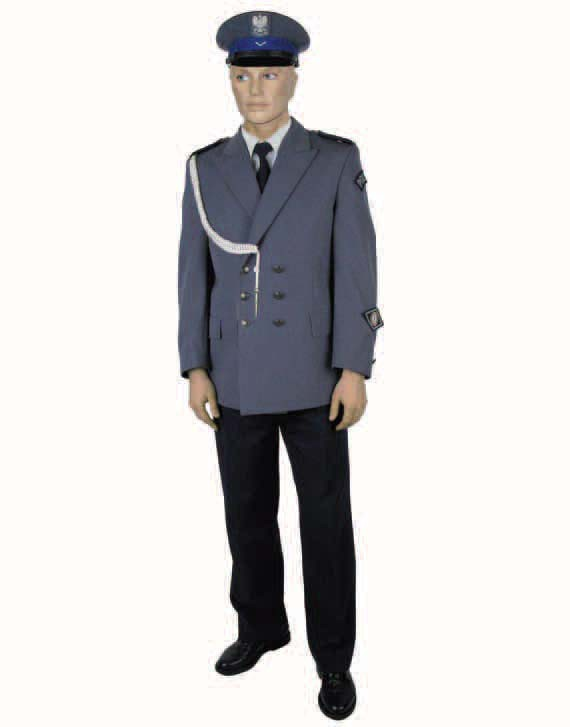
Policja
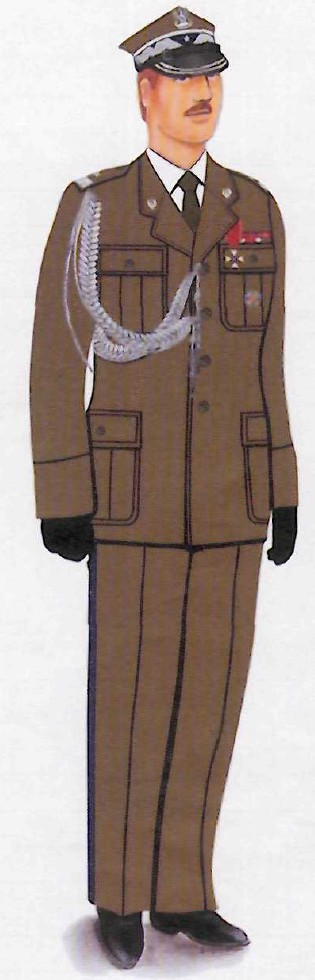
Wojska Lądowe
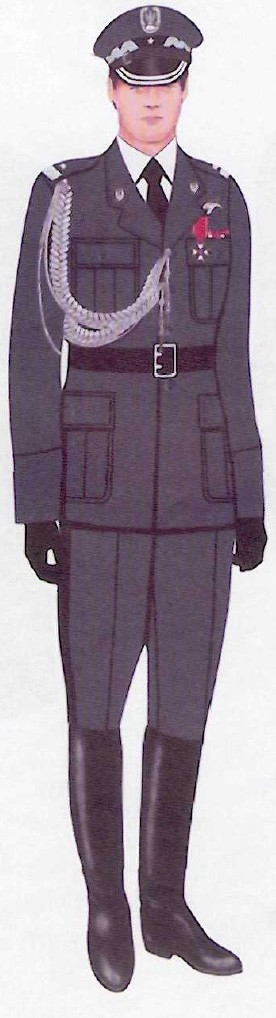
Siły powietrzne
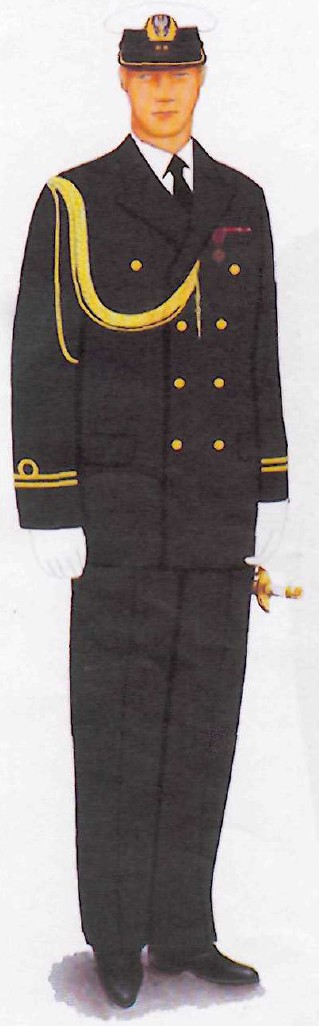
Marynarka Wojenna
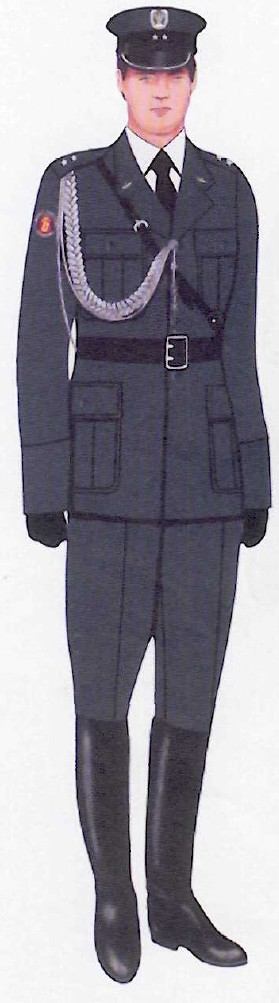
KRWP
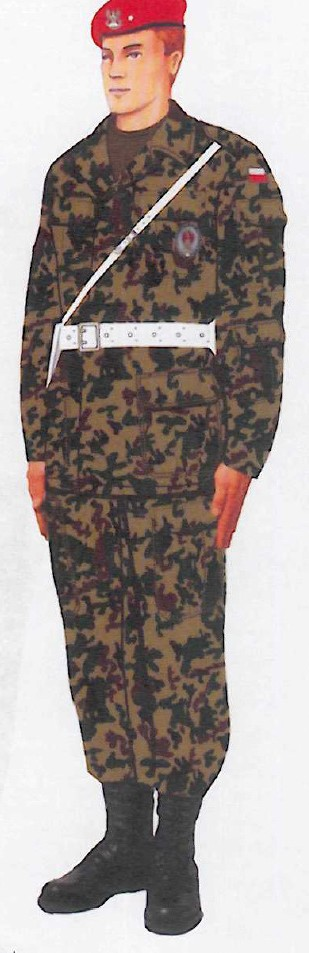
Żandarmeria
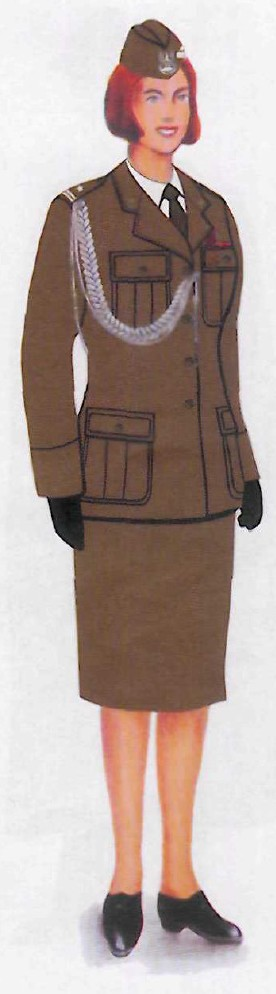
Kobiecy

## Historia

### Okres PRL
Przedsiębiorstwo założono w 1945 jako państwowe Zakłady Przemysłu Odzieżowego „Modus” w Bydgoszczy. Zakład posiadał 12 placówek, mieszczących się w starych budynkach na terenie miasta. W latach 40. i 50. XX w. metody produkcji nawiązywały do rzemiosła krawieckiego. Podstawowym urządzeniem do produkcji były maszyny do szycia o napędzie indywidualnym, wykonane głównie w firmie „Łucznik”, stoły do prasowania i krojenia oraz żelazka. W 1954 zatrudnienie w przedsiębiorstwie (Bydgoskie Zakłady Przemysłu Odzieżowego) wynosiło 1668 osób, w tym 1402 kobiet. Zakład należał do czołowych przedsiębiorstw przemysłu odzieżowego w województwie bydgoskim (oprócz „Kreacji” w Bydgoszczy i „Torpo” w Toruniu).
W 1961 oddano do użytku nowy obiekt produkcyjny przy ul. Lenartowicza 33, gdzie skoncentrowano działalność zakładu. W 1965 rozpoczęto modernizację zakładu wprowadzając maszyny parowe do prasowania i formowania odzieży, a w 1969 dokonano kompleksowej modernizacji parku maszynowego. Od 1967 wyroby sprzedawano we własnym sklepie odzieżowym. W realiach gospodarki PRL, kiedy liczyły się przede wszystkim ilościowe plany produkcyjne, jakość wyrobów nie zawsze była wysoka, lecz znajdowano bez trudu nabywców w warunkach panującej wówczas gospodarki niedoboru. Wskutek rotacji stanu osobowego załogi, czas tracony na absencje pracowników wynosił od 5 do 9% rocznie. 5 stycznia 1973 pożar strawił magazyn opakowań, przynosząc straty sięgające miliona ówczesnych złotych.
W latach 70. w ramach odgórnie przeprowadzanej konsolidacji zakładów przemysłu terenowego, do przedsiębiorstwa włączono Zakłady Przemysłu Odzieżowego „Ormii” w Miłosławiu (1971) oraz oddział produkcyjny toruńskiego „Torpo” w Inowrocławiu (1976). W 1980 „Modus” posiadał 18 magazynów tkanin i wyrobów gotowych i 28 hal produkcyjnych. Większość załogi stanowiły kobiety. Zakład specjalizował się w produkcji garniturów męskich. Część produkcji eksportowano do RFN, Wielkiej Brytanii, Francji, Belgii, Holandii, Szwajcarii, Włoch, Norwegii i ZSRR. Od 1976 ubrania z tkanin bawełnianych i welwetowych wysyłano do USA na zamówienie firm z Nowego Jorku. W 1988 oddano do użytku nowy wydział produkcji nakryć głowy.

### Okres III RP
W 1992 w realiach gospodarki rynkowej przedsiębiorstwo podzielono na cztery samodzielne podmioty:
- Przedsiębiorstwo Odzieżowe „Modus” w Bydgoszczy,
- Przedsiębiorstwo Odzieżowe „Modina” w Inowrocławiu,
- Przedsiębiorstwo Odzieżowe „Mikon” w Miłosławiu,
- Zakłady Przemysłu Odzieżowego „Piła” w Pile.

1 sierpnia 1994 przedsiębiorstwo w Bydgoszczy przekształcono w jednoosobową spółkę Skarbu Państwa „Modus” S.A. ze spółką podporządkowaną „Modus-Subiekt” S.A. prowadzącą hurtownię odzieżową oraz sklepy firmowe. Akcje przedsiębiorstwa zostały wniesione do Narodowych Funduszy Inwestycyjnych (VI NFI Magna Polonia) w ramach Programu Powszechnej Prywatyzacji. Do 2000 roku przeprowadzono restrukturyzację przedsiębiorstwa, sprzedając zbędne nieruchomości, ograniczając zatrudnienie oraz emitując obligacje korporacyjne. W skład przedsiębiorstwa włączono spółkę handlową „Subiekt” S.A. wraz z siecią sklepów.
W 2003 r. akcje spółki odkupiły od NFI, a w 2005 także od Skarbu Państwa dwie osoby fizyczne i jedna osoba prawna. W 2005 r., po sprzedaży obiektu przy ul. Lenartowicza, działalność przeniesiono do obiektu przy ul. św. Trójcy. Firma skoncentrowała działalność na produkcji i sprzedaży uniformów i mundurów dla policji, wojska, straży pożarnej, leśnictwa i innych służb. W 2014 roku przedsiębiorstwo zakupiło w Bydgoskim Parku Przemysłowo-Technologicznym działkę o powierzchni 1 hektara, na której zaplanowano budowę nowego zakładu dla 150 pracowników.

## Ciekawostki
- „Modus” wykonał mundury dla Kompanii Reprezentacyjnej Wojska Polskiego i Orkiestry Wojskowej[11].
- „Modus” uszył mundury paradne dla książęcego dworu Monako, które używane były m.in. w lipcu 2011 podczas ślubu księcia Monako Alberta II z Charlene Wittstock[12].
- „Modus” w Bydgoszczy otrzymał tytuł Diamentu Forbesa 2016. Zajął 27 miejsce w regionie kujawsko-pomorskim z zanotowanym w latach 2012–2014 wzrostem wartości firmy o 41%[13].